# Ошья
Ошья — село в Куединском районе Пермского края, центр Ошьинского сельского поселения. Расположено на реке Ошья, правом притоке реки Буй.

## История
Впервые, как починок Ошья, поселение упоминается, в 1816 году, после постройки в 1860 году Михаило-Архангельской церкви получило статус села. До 1923 года Ошья являлась центром Ошьинской волости Осинского уезда Пермской губернии, затем, до января 2006 года — Ошьинского сельского совета.
В 1930 году в Ошье был создан колхоз им. Сталина, укрупненный 1 марта 1951 года (слились сельхозартели им. Сталина, «Заветы Ильича», «Первомайка» и «Фронтовик»), 10 февраля 1961 года переименован в колхоз им. Ильича. С 28 марта 1932 по 1958 г. в селе находилась Больше-Кустовская машинотракторная станция (МТС). В 1944—1954 гг. существовал детский дом. В 1950-х гг. работал маслозавод (позднее — участок Куединского маслозавода). г.) и (д.).

## Современное состояние
В селе работают колхоз им. Ильича, Ошьинское лесничество Куединского лесхоза, сельпо, почтовое отделение, участковая больница, аптечный пункт.
Действуют средняя школа, и детсад, Дом культуры, библиотека (существует с 1909 года), Свято-Алексиевская церковь (Михаило-Архангельская, перестроенная в 1893 году).
Близ села находится Куединский ландшафтный заказник (образован 18 февраля 1993 года), представленный преимущественно берёзово-осиновыми породами с участием липы, вяза шершавого, клёна остролистого и других широколиственных культур, а также хвойными сосновыми и еловыми лесами.

## Известные уроженцы
Вахонин, Иван Матвеевич (24.10.1887—08.08.1965), русский художник-пейзажист.

## Динамика населения
- 1834 год — 246 чел.
- 1869 год — 545 чел.
- 1926 год — 1 206 чел.
- 2002 год — 641 чел.

| 2010 |
| ---- |
| 602  |